# Nankai

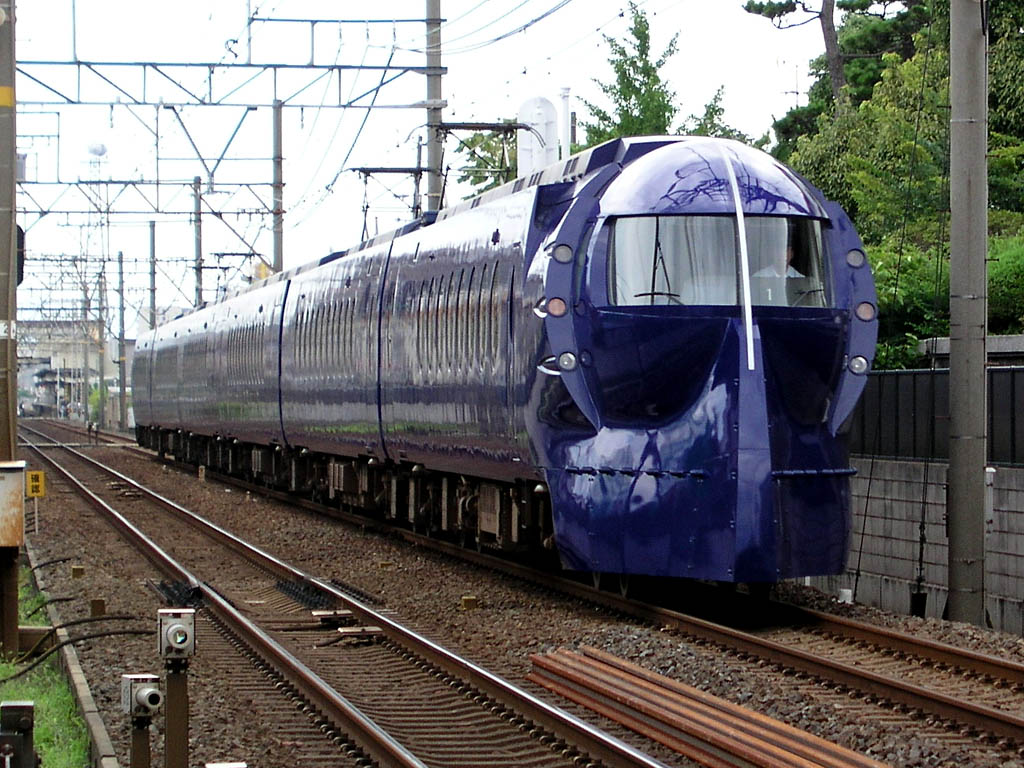
Trein van de 50000 serie voor de Rapi:t treindienst.

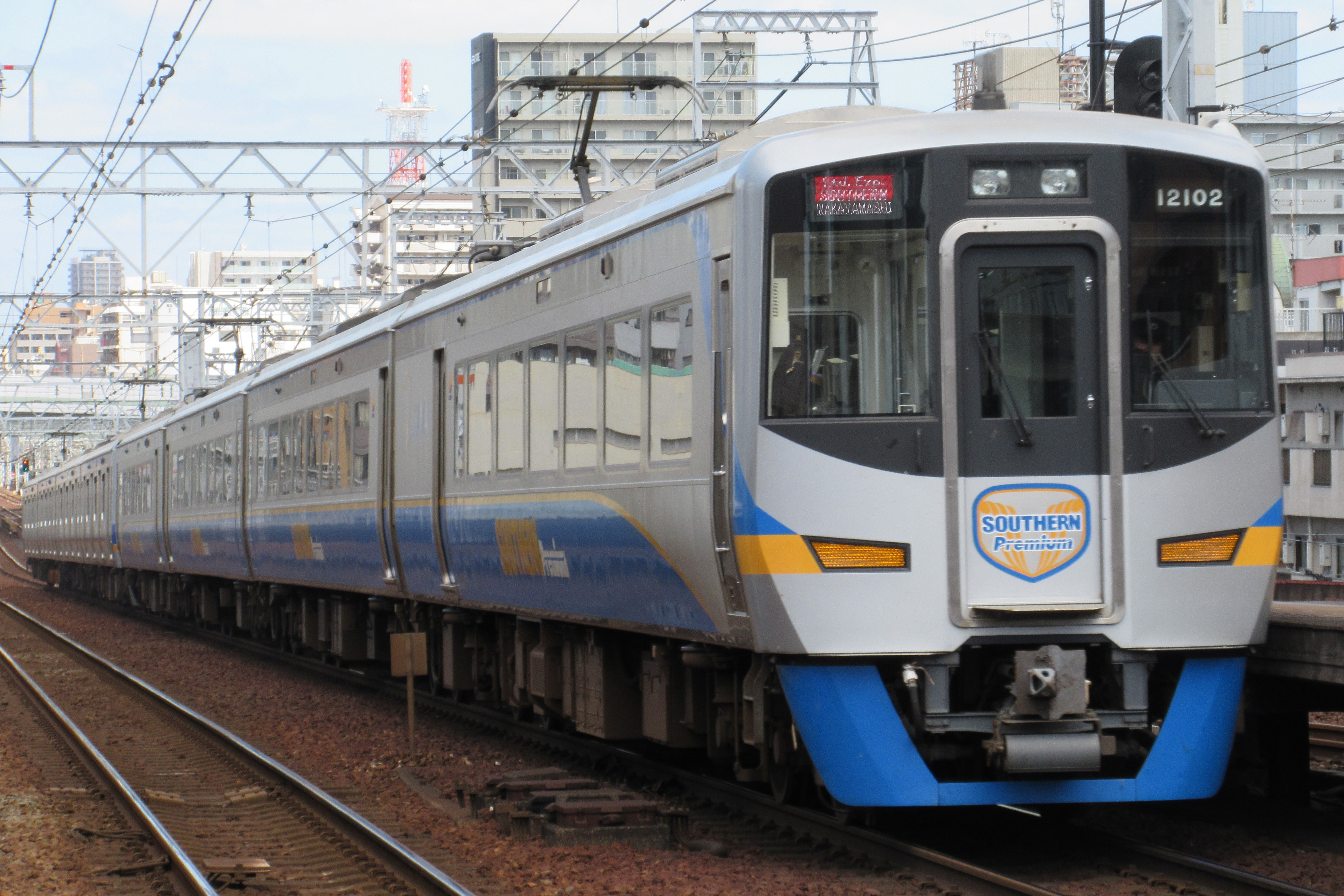
Trein van de 12000 serie.

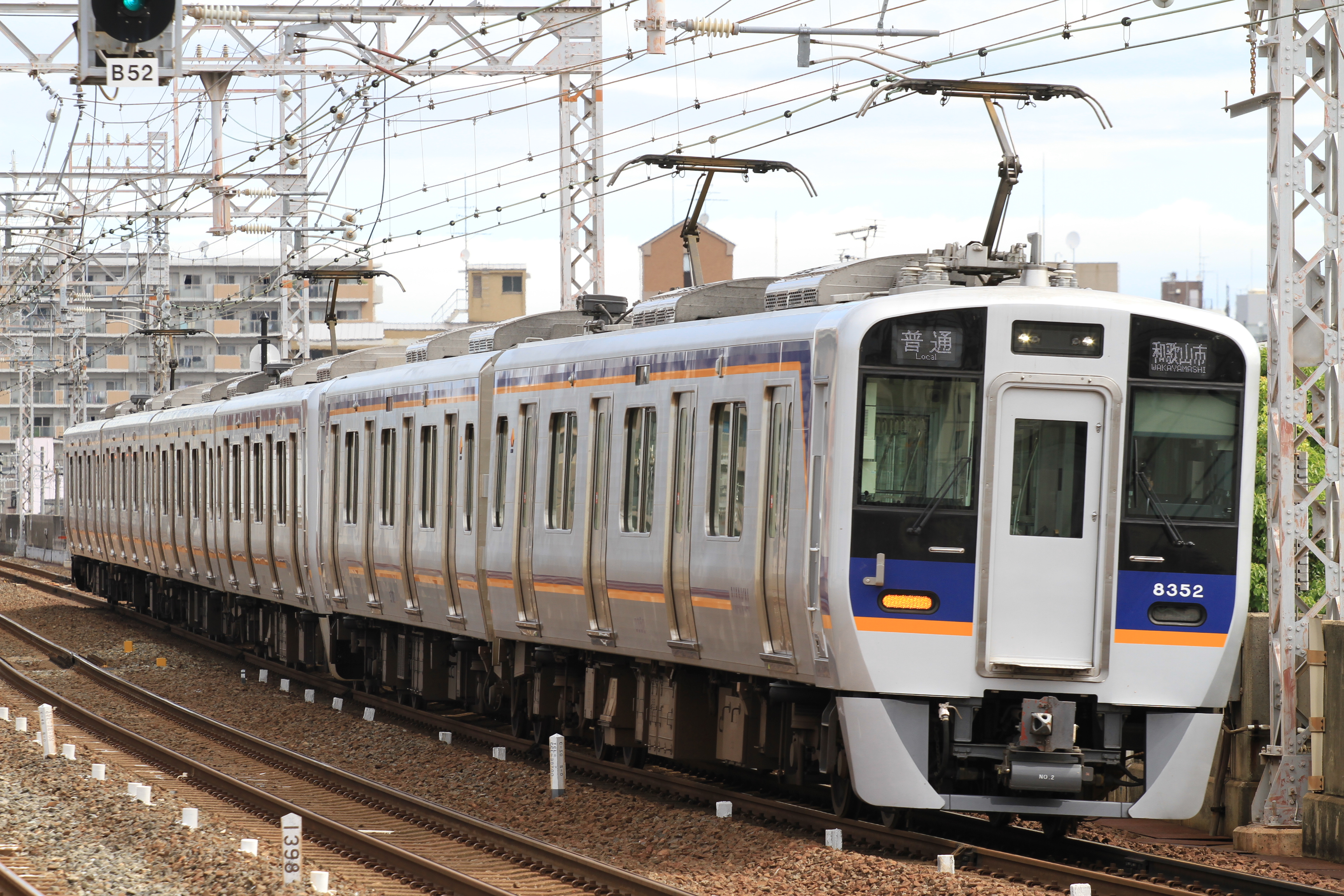
Trein van de 8300 serie.

Nankai Electric Railway (Japans: 南海電気鉄道株式会社, Nankai denki tetsudō kabushiki gaisha), is een private spoorwegmaatschappij in Japan. De naam Nankai (Japans voor "Zuidzee") komt van de route langs de Nankaidō, de oude hoofdweg die vanaf de oude hoofdstad Kioto naar het zuiden liep, langs de zeekust. De naam Nankai dateert van vóór alle elektrische spoorwegen in de regio Tokio.
Het Nankai-netwerk loopt over het algemeen in zuidelijke richting vanaf Station Namba in Osaka. De Nankai-hoofdlijn verbindt Osaka met Wakayama, met een belangrijke zijtak naar Kansai International Airport. De Rapi:t α express verbindt Kansai International Airport met Namba in 34 minuten, terwijl de Rapi:t β 39 minuten duurt met twee extra haltes. De Koya-lijn verbindt Osaka met Koyasan, hoofdkwartier van de boeddhistische Shingon en een populair pelgrimsoord. IC-kaarten ( PiTaPa en ICOCA) worden geaccepteerd.

## Geschiedenis
De Nankai Railway Company werd opgericht op 16 juni 1884. In 1944 was het een van de bedrijven die fuseerden tot Kinki Nippon Railway Co., Ltd. (het huidige Kintetsu Railway). Kinki Nippon Railway heeft de lijnen van de voormalige Nankai Railway Company echter overgedragen aan de huidige Nankai Electric Railway Co., Ltd. (genaamd Koyasan Electric Railway Co., Ltd. van 28 maart 1925 tot 14 maart 1947) op 1 juni 1947.
Van 1938 tot 1988 bezat Nankai Electric Railway de Nankai Hawks, een team in Nippon Professional Baseball dat was gevestigd in Osaka. Het team werd na het seizoen 1988 verkocht aan Daiei en verhuisde naar Fukuoka en doopte de naam om naar Fukuoka Daiei Hawks. Het team werd in 2005 opnieuw verkocht aan Softbank en is nu de Fukuoka Softbank Hawks.

## Spoorlijnen
Nankai-lijn (南海線)
- Nankai-lijn (南海線) (Namba – Wakayamashi)
- Takashinohama-lijn (南海本線) (Hagoromo – Takashinohama)
- Airport-lijn (高師浜線) ( Izumisano – Kansai Airport)
- Tanagawa-lijn (多奈川線) (Misaki koen – Tanagawa)
- Kada-lijn (加太線) (Kinokawa – Kada)
- Wakayamako-lijn (和歌山港線) (Wakayamashi – Wakayamako)

 Koya-lijn (高野線)
- Koya-lijn (高野線) (Shiomibashi - Kishinosato-Tamade – Gokurakubashi)
- Shiomibashi-lijn (汐見橋線) (Shiomibashi – Kishinosato-Tamade)
- Nankai Cable-lijn (鋼索線) (Gokurakubashi – Koyasan)

Voormalige spoorlijnen:
- Tennoji-lijn (天王寺支線) (Tengachaya – Tennoji, vervangen door de Sakaisuji-lijn van de Metro van Osaka)
- Kitajima-lijn (北島支線) (Wakayamashi – Kitajima - Higashi-Matsue)
- Wakayamako-lijn (和歌山港線) (Wakayama – Kishi, overgedragen aan de Wakayama Electric Railway Co., Ltd. (和歌山電鐵株式会社))
- Kishigawa-lijn (貴志川線) (Wakayamako – Suiken)
- Wakayamako-lijn (和歌山港線) (Wakayamako – Suiken)

Osaka Tram-lijn (大阪軌道線)
- Hankai-lijn (阪堺線) (Ebisucho – Hamadera-eki-mae, overgedragen aan de Hankai Tramway Co., Ltd.)
- Uemachi-lijn (上町線) (Tennoji-eki-mae – Sumiyoshikoen, overgedragen aan de Hankai Tramway Co., Ltd.)
- Hirano-lijn (平野線) (Imaike – Hirano, vervangen door de Tanimachi-lijn van de Metro van Osaka)
- Ohama-lijn (大浜支線) (Shukuin – Ohama-kaigan)

Wakayama Tram-lijn (和歌山軌道線) (Wakayamashi-eki, Wakayama-eki – Kainan, Shin-Wakaura)

## Andere activiteiten van Nankai
- Semboku Rapid Railway
- Hankai Tramway
- Nankai Bus
- Nankai Rinkan Bus
- Wakayama Bus
- Nankai Ferry
- Nankai Fudosan (wegenbouwbedrijf)
- Pretparken
- Vastgoed
- Detailhandel

Hankyū · Hanshin · Keihan · Keikyū · Keiō · Keisei · Kintetsu · Kitakyū · Kōbe kōsoku · Meitetsu · Nankai · Nishitetsu · Odakyū · Sanyō · Seibu · Semboku  · Shin-Keisei · Shintetsu · Sōtetsu · Tōbu · Tokyo Metro · Tōkyū